# Zbor mecanic
Zborul mecanic este principiul folosit de aerodine pentru realizarea zborului. 
Zborul mecanic este efectuat de aparate mai grele decât aerul, care trebuie să consume energie pentru a se ridica și a se menține în aer. În acest scop se generează o forță care este opusă greutății aparatelor respective, - portanța.  Acest principiu este diferit de principiul plutirii corpurilor, folosit de aparate zburătoare aerostatice.
În realizarea zborului mecanic al unei aerodine, energia necesară poate proveni fie din exteriorul ei (tractare, la planoare), fie din echiparea sa cu un grup motopropulsor (cazul avioanelor).  Aportul energetic poate fi combinat în unele faze ale zborului; spre exemplu, unele avioanele pot decola prin catapultare, sau unele planoare, care sunt dotate cu motor folosit de regulă la decolare, îl pot folosi și în condiții extreme ale evoluției lor ulterioare (motoplanoare). 